# 名たんていカゲマン
『名たんていカゲマン』（めいたんていカゲマン）は、山根青鬼（山根あおおに）原作の日本のギャグ漫画。1970年代から1980年代にかけて小学館の学年誌およびコロコロコミックに連載されていた。
2001年になって、この漫画を原作としたテレビアニメ『探偵少年カゲマン』が放送された。ただし、主人公カゲマンが探偵でその影が助手になるという点以外は全くの別物となっている。

## 概要

### 「名たんていカゲマン」
少年探偵のカゲマンが、自身の影である相棒のシャドーマンと共に怪人19面相・他の起こす事件を解決して行く。連載当時のテレビタレントやコマーシャルをネタにしたギャグが多用されているのが特徴。

### 「学習まんが」
1980年刊行「学習まんが ふしぎシリーズ8 手品と魔術のふしぎ」の中で、「魔術のふしぎ」のコーナーにカゲマンが登場している。登場人物は万太郎とシャドーマンとモモちゃん、オリジナルキャラの魔術師だけなので実質「名たんていカゲマン」をそのまま学習まんがにしたような内容である。執筆も山根あおおにで、本編の絵や設定とまったく変わらない。

### 「新 名たんていカゲマン」
派生作品。小学二年生の1984年4月号から1985年3月号と、小学三年生の1984年4月号から1985年1月号に連載された。カゲマンの弟、影万次郎（通称は兄と同じくカゲマン）が主人公。帽子にジャンパーの姿で、ペン型ライトのシャドーペンでシャドーマンを呼び出す。ちなみにシャドーマンは髪4本。

### 「平成 名たんていカゲマン」
雑誌『COMIC GON!』第1号（1997年11月、ミリオン出版）の企画で1話のみ書き下ろされた復刻作品。カゲマン電池がマグライトからの改造となり携帯電話を内蔵、シューズがナイキのカゲMAXモデルになるなど装備を強化した設定であるが、ストーリー展開はまったく変わらない。平成時代のコマーシャルネタや『アムロなみえ』が登場する。

### 単行本
- 連載当時にてんとう虫コミックスで単行本全11巻が出ていた。
- 2004年11月、復刊ドットコムにおけるリクエストに応え、全3巻の単行本が小学館Tentomusi comics libraryより発売された。
- 小学校低学年向けの『ぴっかぴかコミックス』版も3巻存在する。

## 登場人物
カゲマン
本作の主人公。本名は影万太郎（かげ まんたろう）。少年探偵。度のきついメガネをかけており、その素顔は誰にも明かされたことが無い。このメガネにはいろいろな特殊機能があり、探偵道具の一つでもある。メガネが外れた時でも、両手で目を隠したりスペアのメガネをかけたりして決して素顔を見せない。スペアのメガネがない場合「イッチョメ!ワーオ!」などと泣き叫んで行動不能となる。自身がミスを犯した際は「くそったれ」が口癖。ピンチに陥ると、「シャドー」の一声でシャドーマンを呼び出せる。暗闇では「そのときカゲマン少しもあわてず、とりだしましたるカゲマン電池」のセリフと共に愛用の懐中電灯「カゲマン電池」で光を照らしシャドーマンを呼び出すが、妨害や電池切れなどでピンチに陥ることも多い。なお、「電池」とは北海道地方における懐中電灯の方言である。ほかにも、現在のスマートウォッチの様な超多機能腕時計「カゲマンウォッチ」を所持していることもあり、光線を発射して敵を倒したり、騒音を消したりするなど様々な性能を持つ。愛車はカゲマンサルーン。
シャドーマン
本作の準主人公。カゲマンの「影」。カゲマンが幼少のとき、ハイキングで山からおにぎりを落とした時に、おにぎりを拾うために突然起き上がり、それ以降カゲマンの親友となる。普段はカゲマンの助手をしている。超人的パワーを持っているが、影なので暗闇の中では出現出来ない、カゲマンの真上に光源がある時は真下に影が出来るので人型になれないなどの弱点もある。彼曰く、自分の姿はカゲマンが赤ん坊だった頃の姿だという。カゲマン電池の照らし具合でビルのように巨大化もできる。
怪人19面相
大泥棒でカゲマンのライバル。得意の変装を用いて盗みを働く。カゲマンには殺意さえ持っており、あの手この手でカゲマンを殺害しようとする。「19」という数字に異様なこだわりを持って行動している。笑うときは「ガハハハ」と笑う。口癖は「くそったれ」「しまった」「おろかなカゲマンめ」など。「怪人二十面相に一つおよばない」という意味で命名。「怪盗119面相」と名乗っていた時期もあった。右眼に片眼鏡を付け、シルクハットにタキシードとマント姿で登場する。片眼鏡の紐を引くと、電灯を消すように太陽を雲で隠し、シャドーマンを消す事が出来るなど、周囲の環境を自分好みに操作できる。ダイヤモンドの粉等を自ら調合した悪想丸が切れると悪事を働けず善人になってしまう。その際はラーメンの屋台を引き、お湯・ぬるま湯・水いずれでも食べられる「全温度ラーメン（洗濯洗剤の全温度チアーが元ネタ）」を売っていた。変装を剥がす際には、なぜか着ている服が一緒に消える。カゲマンに逮捕され素顔を暴かれるが、同時に、19面相の「兄」を名乗る片眼鏡を左眼に付けている以外は19面相と瓜二つの怪人21面相が新たなライバルとして登場する。しかし、逮捕された19面相は影武者であり、この21面相こそが本当の19面相であることがカゲマンによって後に明らかにされる。基本的にカゲマンの敵役であるが、ミスターXを倒すためにカゲマンと共闘をしたこともある。
ミスターX
マフィアのボス。怪人19面相同様変装して悪事を働く。「X」という文字に異様なこだわりを持って行動している。素顔はカゲマンにそっくり。
ジキール / ハイドマン
普段は善良な探偵ジキールだが、水を浴びると悪党ハイドマンになり、火やカメラのフラッシュのような強い光に近付くとジキールに戻る。「ジキル博士とハイド氏」が元ネタ。十字架に弱い。悪魔を従えてカゲマンを襲わせる話もある。
オオカミ男
怪人19面相の息子で、妖怪「狼男」が元ネタとなっている。月を見るか、「つき」という音を含む言葉（うそつき、突き指、目つきなど、月と無関係のものも含む）を聞いたりその文字や実物を見たりするとオオカミに変身する。
ゴキブリ小僧
怪人19面相の子分で、ゴキブリのような触角が生えた小柄な男。全身黒ずくめで、忍者のようでもある。
クモーラマン
怪人19面相の子分で、蜘蛛の性質を持ったミイラ男。元ネタは「スパイダーマン」である。カゲマンの家のテレビを電波ジャックして混乱させる。
テストマン
怪人19面相の子分で、容貌がウルトラマンに似ている。カゲマンたちに体力テストなどを課する。
ポリスマン
その名の通り警察官。帽子を深く被り、いつも銜えタバコの男。
モモちゃん
「モモタン」とも。カゲマンのガールフレンド。ダブダブの吊りズボン（キュロットスカート？）を履いている。
ツキユビ男
突き指ではなく、両手の人差し指を突き合わせるのが癖の男。作品によって様々な役となる（カゲマンの友人だったり、銀行の支店長だったりする）。当時の担当編集者がモデルとされる。
ビューティー19
怪人19面相の娘で双子。ビューティ・ペアがモデルとされる。
ギャングのボス
怪人19面相が登場する以前のカゲマンの敵役。ブルドッグ似の手下とおしゃべりなネコを連れている。
19マン
シルクハットをかぶったような姿をした、怪人19面相版のシャドーマン。誕生した経緯については一切語られていない。初対決は野球場の照明で分身したシャドーマンたちに袋叩きにされ、二度目は19面相がダムの出水口に仕掛けた対シャドーマン用のトラップに引っ掛かって、微塵切りにされてしまう。

## テレビアニメ
『探偵少年カゲマン』の題名で2001年4月10日から2002年1月16日までNHK教育テレビ『天才てれびくんワイド』内のコーナーとして放送された。全39話。オープニングやアイキャッチのナレーションは小林清志が担当。
原作との関連性はほとんどないに等しいが、漫画版のカゲマンがアニメの主人公の祖父である「伝説の名探偵」としてゲスト出演したことがある。
音響監督は同番組のCGキャラクター・モンゴの声を担当した中尾隆聖の事務所の先輩である千葉繁が担当。
番組終了後、2009年10月から2010年2月7日にかけて『おはスタ』で再放送が行われた。なお、本作は当時おはスタで再放送されたアニメでは唯一、テレビ東京で放送されたアニメではない。

### ストーリー
ディテクティブ・シティで世界一の探偵を夢見る少年、カゲマンこと影万太郎。探偵小学校ではドジばかりのカゲマンは、怪盗デ・アールを追いかけていた最中、デ・アールの用意していたシャドー光線を浴び通りすがりの宇宙人シャドーマンと合体してしまった。ここに最強の凸凹探偵コンビが誕生する。

### 登場人物

#### 主人公
カゲマン /影 万太郎（かげ まんたろう）
声 - TARAKO
主人公。探偵小学校に通う少年。自称「探偵少年カゲマン」。漫画版とは違い、ゴーグルを付けている。
勉強も苦手で運動神経ゼロでおっちょこちょいだが、いざという時には頼りになり事件を解決に導く。
シャドーマン
声 - パンチユーホー
もう一人の主人公。元は気ままで通りすがりの宇宙人。デアールのアジトにあったシャドー光線を浴び、万太郎の影と融合する。性格は原作と大違いでわがままな上に食いしん坊で、乱暴者。当初は万太郎と喧嘩ばかりで言うことを全く聞かなかったが、事件を解決していくうちに良き相棒になっていく。
原作とは違い、常に強い光が無くても姿を見せているが、影の特性により密室の暗闇では姿を現せない。後に万太郎の発明品「シャドーライト」により暗闇からも姿を現せるようになり、更にその後はライトの色を変えることによりあらゆる能力を持つシャドーマンに変身できるようになった（後述）。また、乗用車や飛行機等の影とシャドーマンが重なり、融合することで変身（通称「マッチ・チェンジ」）することも可能。好物はトンカツ。
なお、曽山一寿によるコミカライズ版ではただの黒い人物として描かれている。
シャドーライトによる変身
シャドーライトに透明のカラーシートを掛けるだけでシャドーマンが変身する。一見すると便利な能力だが、いずれの技も使用者の万太郎が巻き添えになるので使用頻度は低い。
レッドシャドーマン【赤】
熱血漢な性格で、炎を自在に操る。火力が強すぎて、冷凍倉庫の冷凍肉をロースト肉にしてしまったこともある。
ブルーシャドーマン【青】
クールな性格で、水を自在に操る（主に波を起こす）。
グリーンシャドーマン【緑】
平和をこよなく愛する爽やかな性格。植物を自在に操る。
ピンクシャドーマン【ピンク】
セクシーな女性に変身し、異性を誘惑する。変身解除後はシャドーマン自身も気持ち悪がるため、一番好まない変身形態。
イエローシャドーマン【黄色】
大地を自在に操る。外見・性格ともにどことなく厳つくなる。岩壁もすり抜けるが、それに引っ張られる万太郎がすり抜けられないので一番散々な被害に遭う。

#### 探偵小学校の生徒・関係者
御等幅 テンコ（みらの テンコ）
声 - 笹本優子
万太郎の同級生で、三つ編みが特徴の女の子。しっかり者で万太郎をいつもフォローする。
マジシャンの娘であり、マジックが得意で、戦闘においては「マジカルスティック」というスティックとトランプを投げる「トランプシュート」という技を持つ。
チュンチュン
声 - 城雅子
シャドーマンの仲間の宇宙人。地球ではオウムに変身して行動する。テンコやブイブイと行動することが多い。
ブイブイ
声 - 土屋利秀
シャドーマンの仲間の宇宙人。地球ではブタに変身して行動する。テンコやチュンチュンと行動することが多い。
光 光太郎（ひかり こうたろう）
声 - 伊藤健太郎
探偵小学校に転校してきたお金持ちの少年。キザでナルシストな性格。女子のスカートを覗く等、スケベな一面がある。
テンコに惚れており、いつもアプローチを仕掛けるも全く相手にされず、万太郎をライバル視する。探偵の証となるバッジが万太郎をはじめとする探偵初心者・駆け出しの「ブロンズバッジ」に対して、彼のみ格上の「シルバーバッジ」である。だが肝心な時にドジを踏むなど、間抜けな一面が多く、あまり事件解決の役に立っていないゆえ万太郎にいつも先を越されている。しかし戦闘スキルは高く、大人の悪人数人相手にしても怯まない実力を持つ。必殺技は「光太郎キック」。
光太郎の執事
声 - 園部啓一
本名不明。光太郎から「じい」と呼ばれている。
声を演じた園部は、同番組のナレーションを担当している。
小珠（こだま）
声 - 菊地祥子
光太郎のメイド。普段は大人しい性格で、前髪で両目は隠れているが、メイドとしての実力は本物。
主人の光太郎のことを誰よりも大事に思っており、彼に危害を及ぼす者は誰であろうと容赦はせず、怒ると普段とは想像がつかない程の怒りを露わにし、強烈な鉄拳制裁を下す（その際に一瞬素顔が見える）。
綾小路 ひなた（あやのこうじ ひなた）
声 - 豊口めぐみ
大きな屋敷を持つ程の大金持ちの少女。和服を纏った大和撫子だが、世間知らずのお嬢様ゆえ、善悪の見分けがつかない程の天然ボケな性格。
以前、万太郎（実際に助けたのはシャドーマンであり、偶然の出来事だった為、万太郎本人も気付いていなかった）に命を救われた事をきっかけに万太郎に一目惚れし、探偵小学校に転校してきた。万太郎を「カゲ様」と呼び慕っており、いつもテンコにやきもちを焼かせる。
ばあや
声 - 東さおり
ひなたの侍女。太めのオバさんだが、高速で走る車に乗りながら料理を作るほどの実力を持つ。
影 万之助（かげ まんのすけ）
声 - 土屋利秀
万太郎の祖父であり、探偵小学校の校長。かつては「伝説の名探偵」とも呼ばれていた。小学生時代にシャドーマンの宇宙船の故障でタイムスリップしてきた万太郎達に出会っている。ミスターXが悪の道に走った内情を知っており、密かに心を痛めている。また、万太郎と共通する大きな秘密を持っていた事が、最終話で明かされる。
静 くるみ（しずか くるみ）
声 - 菊地祥子
探偵小学校の女教師であり、万太郎達の担任。生徒たちには時には厳しく、時には優しく接している。
クイズじじい
声 - 土屋利秀
推理中に突然「いや〜ほ〜！クイズじじいだヨーン！」と登場するクイズ好きな派手めの老人。彼の出すクイズの答えが万太郎達の推理のヒントになる。
ある回ではその正体が万之助ではないかと仄めかされる描写がある。

#### 怪盗たち
怪盗デ・アール
声 - 三宅健太
万太郎と対立する怪盗。シルクハットとマントが特徴で変装が得意。万太郎に敗れてシャドーマンに殴り飛ばされたりするなど、常に万太郎を倒すことに執念を燃やすも、いつも失敗している。「バカタレモノ!」が口癖。
妹のノ・ヨ〜ンとは「兄弟怪盗ノ・アール」と名乗り出ることもある。
オッチョ・コチョイ
声 - 坂口候一
デ・アールの子分。バンダナが特徴。メカの発明が得意だが、ドジな一面が多く肝心なとこでいつも作戦の失敗を招き、デ・アールにいつも怒られてしまう。必殺技は「電光石火のポップコーンマシンガン」。
怪盗ノ・ヨ〜ン
声 - 三宅健太
デ・アールの妹。れっきとした女性だが、兄と瓜二つであり、よく万太郎に弟と間違えられる。
アッチョ
声 - 坂口候一
ノ・ヨ〜ンの子分。バンダナが特徴の小柄な女性。外見はオッチョと同じだが、関係は不明。必殺技は「電光石火のマシュマロマシンガン」。
ビューティーフェイス
声 - 勝生真沙子
金髪が特徴の女怪盗。自称「悪人派遣のエキスパート」。表向きはデ・アールの協力者であるが、裏では自身の目的のために利用する冷酷な女。実力も高く、テンコとの戦いではトランプシュートを見切り、マジカルスティックをベーゴマで弾き飛ばすなど、全く寄せ付けず一瞬で倒してしまう。
ミスターX
声 - 納谷六朗
悪人連合の総帥。漫画版と同じく、本作の黒幕。万之助とは深い因縁があり打倒の機会を狙っている。

### スタッフ
- 原作 - 山根あおおに
- 監督 - 山口頼房
- シリーズ構成 - 土屋理敬
- キャラクターデザイン - 近藤高光
- 美術監督 - 阿部行夫
- 色彩監督・色指定 - 長野雅美
- 撮影監督 - 渡辺宣之
- 編集 - 森田清次
- 音響監督 - 千葉繁
- 音楽 - 大谷幸
- キャスティングマネージャー - 吉田理保子
- プロデューサー - 古市直彦
- アニメーションプロデューサー - 光延青児、斎藤次郎
- アニメーション制作・撮影 - スタジオ雲雀
- 製作 - 小学館、小学館プロダクション

### 主題歌
エンディングテーマはなし。
オープニングテーマ「光と影の小夜曲〜カゲマンのテーマ」
作詞 - 伊藤洋介 / 作曲 - 牧野隆志 / 編曲 - 3CV / 歌 - 東京プリン

### 各話リスト
| 話数 | サブタイトル                                  | 脚本     | コンテ       | 演出       | 作画監督                 | 放送日                     |
| ---- | --------------------------------------------- | -------- | ------------ | ---------- | ------------------------ | -------------------------- |
| 1    | シャドーマン誕生事件!!                        | 土屋理敬 | 山口頼房     | 山口頼房   | 田中穣                   | 2001年 04月10日 - 04月11日 |
| 2    | シャドーマン誕生事件!!・続き                  | 土屋理敬 | 中西伸彰     | 中西伸彰   | 三浦貴弘                 | 04月16日 - 04月17日        |
| 3    | 今日から仲間だ! チュンチュン・ブイブイ事件    | 土屋理敬 | 高柳哲司     | 高柳哲司   | 田中穣                   | 04月18日 - 04月19日        |
| 4    | デ・アールからの挑戦状事件                    | 早坂律子 | 平山周吉     | 平山周吉   | 鈴木大司 三浦貴弘        | 04月23日 - 04月24日        |
| 5    | 水晶玉盗難事件!!                              | 早坂律子 | 古川順康     | 古川順康   | 安藤義信                 | 04月25日 - 04月26日        |
| 6    | ライバル探偵光光太郎登場事件                  | 土屋理敬 | 古川順康     | 中西伸彰   | 近藤高光 田中穣 安藤義信 | 04月30日 - 05月01日        |
| 7    | おはよう娘。盗難事件!!                        | 吉田玲子 | 浅川智裕     | 浅川智裕   | 田中穣                   | 05月02日 - 05月03日        |
| 8    | 謎のお宝盗難事件!!                            | 早坂律子 | 岡佳広       | 岡佳広     | 三浦貴弘                 | 05月14日 - 05月15日        |
| 9    | 幻の切手盗難事件!!                            | 土屋理敬 | 奈須川充     | 奈須川充   | 奈須川充                 | 05月16日 - 05月17日        |
| 10   | 野外訓練サバイバル事件!!                      | 吉田玲子 | 久米一成     | 久米一成   | 重国勇二                 | 05月21日 - 05月22日        |
| 11   | デ・アールの遊園地大作戦事件!!                | 土屋理敬 | 中西伸彰     | 中西伸彰   | 田中穣                   | 05月23日 - 05月24日        |
| 12   | 電動カラクリ屋敷の甘い罠!!                    | 早坂律子 | 浅川智裕     | 浅川智裕   | 朝倉隆                   | 05月28日 - 05月29日        |
| 13   | お嬢様探偵参上事件!!                          | 土屋理敬 | 菱田正和     | 菱田正和   | 田中穣                   | 05月30日 - 05月31日        |
| 14   | のろいのミイラ事件!!                          | 吉田玲子 | 桃瀬まりも   | 北川正人   | 三浦貴弘                 | 06月18日 - 06月19日        |
| 15   | さよならシャドーマンなのであ〜る事件!!        | 早坂律子 | 北川正人     | 北川正人   | 安藤義信                 | 06月20日 - 06月21日        |
| 16   | カラーで変身! 西部の大追跡事件!!              | 土屋理敬 | 藤森カズマ   | 菱田正和   | 朝倉隆                   | 06月25日 - 06月26日        |
| 17   | 怪盗デ・アール七変化事件!!                    | 土屋理敬 | 釘宮洋       | 山口頼房   | 尾神一斗                 | 06月27日 - 06月28日        |
| 18   | 海賊船の秘宝を守れ!!事件!!                    | 早坂律子 | 浅川智裕     | 浅川智裕   | 鈴木大司 近藤高光        | 07月02日 - 07月03日        |
| 19   | 探偵小学校競技会事件!!                        | 早坂律子 | 岡佳広       | 岡佳広     | 朝倉隆                   | 09月17日 - 09月18日        |
| 20   | ミラノ家の秘密!? テン子の里帰り事件!!         | 土屋理敬 | 山口頼房     | 山口頼房   | 清水博明                 | 09月19日 - 09月20日        |
| 21   | シャドーマシーン猛レース事件!!                | 吉田玲子 | 大畑清隆     | 大畑清隆   | 朝倉隆                   | 09月24日 - 09月25日        |
| 22   | チュンチュン誘拐事件!!                        | 早坂律子 | 北川正人     | 北川正人   | 三浦貴弘                 | 09月26日 - 09月27日        |
| 23   | 悪の帝王登場事件!!                            | 土屋理敬 | 菱田正和     | 菱田正和   | 三浦貴弘                 | 10月08日 - 10月09日        |
| 24   | 悪の帝王登場事件!!                            | 土屋理敬 | 菱田正和     | 菱田正和   | 三浦貴弘                 | 10月10日 - 10月11日        |
| 25   | 新型ゲーム機盗難事件!!                        | 植田浩二 | 藤森カズマ   | 戸越公太郎 | 清水博明                 | 10月15日 - 10月16日        |
| 26   | 恐怖の窃盗団事件!!                            | 早坂律子 | 桃瀬まりも   | 北川正人   | 田中穣                   | 10月17日 - 10月18日        |
| 27   | 兄弟怪盗ノ・アール参上事件!!                  | 早坂律子 | 戸越公太郎   | 山口頼房   | 波風立流                 | 10月22日 - 10月23日        |
| 28   | 二人のカゲマン事件!!                          | 植田浩二 | 大畑清隆     | 大畑清隆   | 田中穣                   | 10月24日 - 10月25日        |
| 29   | ファッションショー潜入捜査事件!!              | 吉田玲子 | 古川政美     | 古川政美   | 三浦貴弘                 | 10月29日 - 10月30日        |
| 30   | スーパースター危機一髪事件!!                  | 土屋理敬 | 菱田正和     | 菱田正和   | 朝倉隆                   | 10月31日 - 11月01日        |
| 31   | 過去へ行ったカゲマン達事件!!                  | 土屋理敬 | 中西伸彰     | 中西伸彰   | 清水博明                 | 11月12日 - 11月13日        |
| 32   | 過去へ行ったカゲマン達事件!!                  | 土屋理敬 | 中西伸彰     | 中西伸彰   | 清水博明                 | 11月14日 - 11月15日        |
| 33   | メカ探偵との対決事件!!                        | 植田浩二 | 北川正人     | 北川正人   | 朝倉隆                   | 11月26日 - 11月27日        |
| 34   | カゲマンの帽子の謎事件!!                      | 早坂律子 | 鈴木輪流郎   | 北川正人   | 三浦貴弘                 | 11月28日 - 11月29日        |
| 35   | カゲマンの誕生日事件!!                        | 吉田玲子 | 古川政美     | 古川政美   | 安藤義信                 | 12月03日 - 12月04日        |
| 36   | いらっしゃーい!! ジパングシティで大冒険事件!! | 植田浩二 | かみやじゅん | 古川政美   | 清水博明                 | 12月05日 - 12月06日        |
| 37   | デ・アールの依頼事件!!                        | 早坂律子 | 桜井国彦     | 熊谷雅晃   | 三浦貴弘                 | 2002年 01月14日 - 01月15日 |
| 38   | ディテクティブ・シティ大襲撃事件!! [前編]     | 土屋理敬 | 古川政美     | 佐土原武之 | 田中穣                   | 01月16日                   |
| 39   | ディテクティブ・シティ大襲撃事件!! [後編]     | 土屋理敬 | 藤森カズマ   | 山口頼房   | 近藤高光                 | 01月16日                   |

### 映像ソフト
- VHSは第1話から第18話までが「登場編」（全6巻）、第19話から最終話までが「活躍編」（全7巻）として発売。
- DVDは「登場編」のみ発売。

2022年現在、登場編と活躍編のBlu-ray版はリリースされていない。
| NHK教育 天才てれびくんワイド内アニメ枠 | NHK教育 天才てれびくんワイド内アニメ枠 | NHK教育 天才てれびくんワイド内アニメ枠 |
| 前番組                                 | 番組名                                 | 次番組                                 |
| -------------------------------------- | -------------------------------------- | -------------------------------------- |
| へろへろくん                           | 探偵少年カゲマン                       | ベイベーばあちゃん                     |

### コミカライズ
コミカライズは、別冊コロコロコミックの2001年6月号から2002年4月号に連載された曽山一寿版と、小学二年生・小学三年生・小学四年生の2001年4月号から2002年3月号の間に連載された玉井たけし版がある。タイトルはどちらも『探偵少年カゲマン』。
曽山一寿版は短編集「そやまつり」に掲載されているがカゲマン、シャドーマン、怪盗デ・アール以外の主要キャラクターはまったく登場しない。